# Ulotrichopus primulinodes
Ulotrichopus primulinodes är en fjärilsart som beskrevs av Embrik Strand 1914. Ulotrichopus primulinodes ingår i släktet Ulotrichopus och familjen nattflyn. Inga underarter finns listade i Catalogue of Life.